# کاپشن پافر

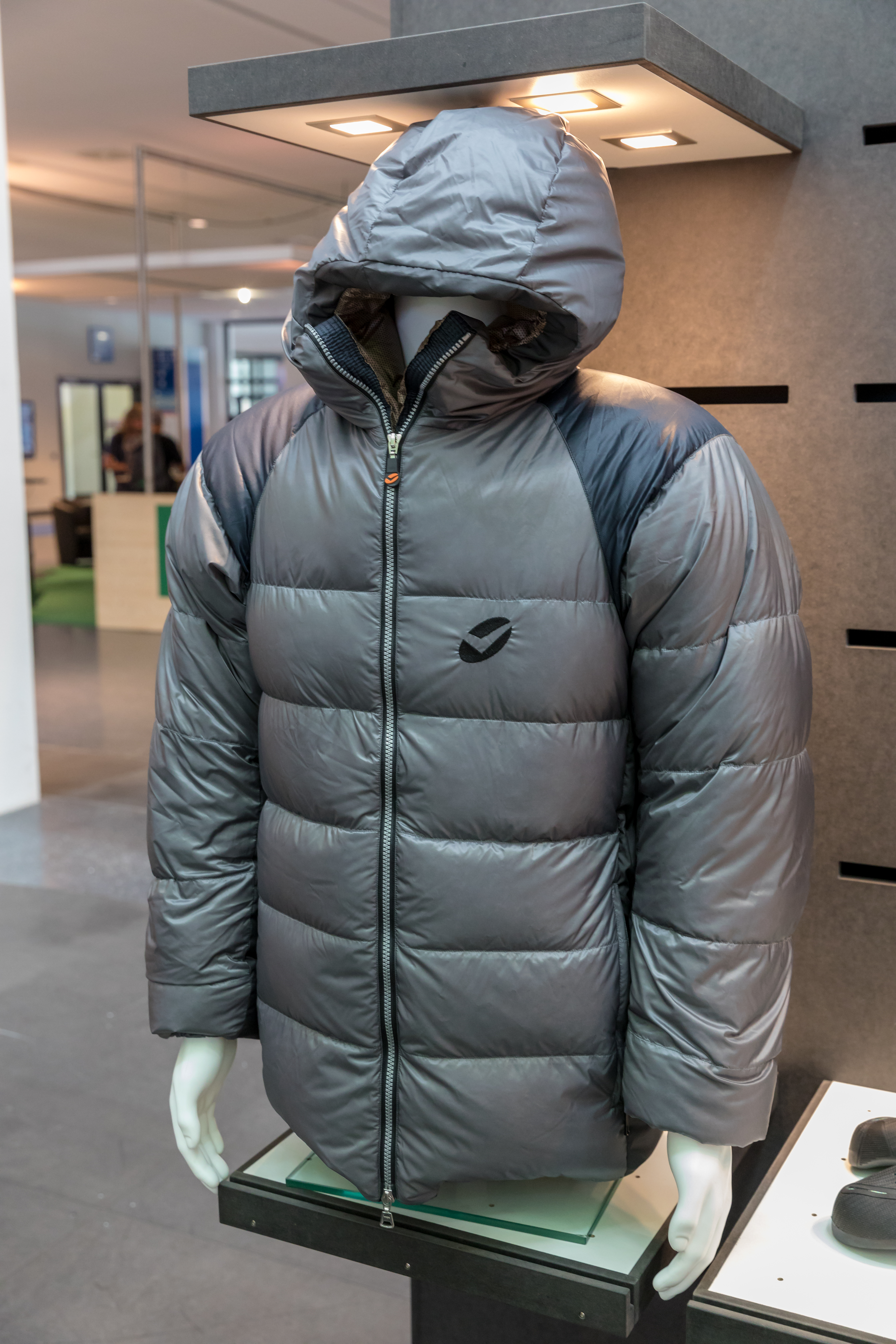
یک کاپشن پافر مدرن

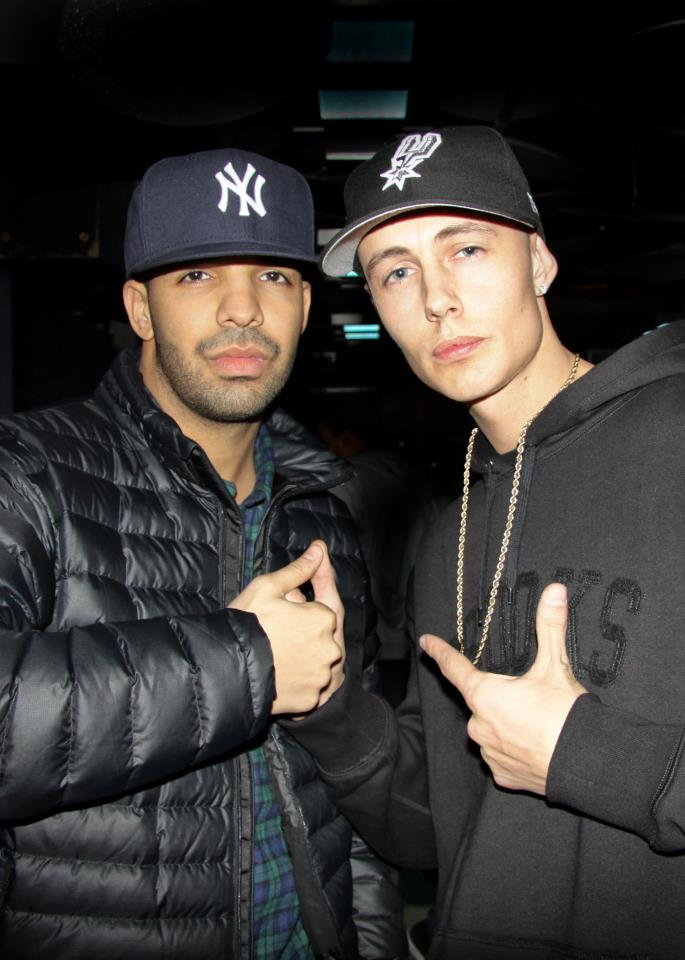
هنرمند محبوب هیپ هاپ دریک (سمت چپ) با ژاکت پافر

داون ژاکت(به انگلیسی: Down jacket) که در صنعت مد بیشتر با نام کاپشن پافر یا پافر شناخته می‌شود نوعی کاپشن لحاف دوزی شده‌است که در گذشته برای ایجاد عایق حرارتی با پر اردک یا غاز پر می‌شدند.
امروز این کاپشن‌ها معمولاً با الیاف صنعتی پر می‌شوند و می‌توانند با ایجاد پاکت‌های هوای کوچک خود یک عایق حرارتی مناسب در مقابل سرما ایجاد کنند.

## ترندهای امروز
طراحان و اینفلوئنسرهای صنعت مد در سال ۲۰۲۰ مدل کراپ و کوتاه این کاپشن را کنار گذاشته‌اند و نسخه‌های بلند تا زانو با رنگ روشن با هاله لطیف بژ این کاپشن را طراحی و استفاده می‌کنند. اینفلئونسرها حتی پس از گذشت سالها هنوز توانایی ست شدن این لباس را با دیگر پوشاک و موقعیت‌های مختلف ستایش می‌کنند.
آخرین موج محبوبیت این کاپشن در دهه۹۰ میلادی رخ داد و باعث شده که این کاپشن تا امروز در بازار و صنعت مد چیره بر دیگر مدل‌های لباس زمستانی شود. بازتاب این موج را می‌توان در صنعت موسیقی میان خوانندگان هیپ هاپی مانند کانیه وست و دریک دید.